# Beaumont-en-Cambresis Communal Cemetery
Beaumont-en-Cambresis Communal Cemetery is een Britse militaire begraafplaats gelegen in de Franse plaats Beaumont-en-Cambresis (Noorderdepartement). De begraafplaats wordt onderhouden door de Commonwealth War Graves Commission.
De begraafplaats telt 3 geïdentificeerde Gemenebest graven uit de Eerste Wereldoorlog.